# Miyabeaceae
Miyabeaceae, porodica pravih mahovina u koju su uklopljeni rodovi Bissetia i Homaliadelphus iz porodica Neckeraceae, i Miyabea iz porodice Thuidiaceae, obje iz reda Hypnales.
Porodica je opisana 2009. godine